# 戈隆德里納斯 (新墨西哥州)
戈隆德里納斯（英語：Golondrinas）是位於美國新墨西哥州莫拉縣的非建制地區。

## 地理
戈隆德里納斯所處的海拔為高於海平面2079米（即6821英呎），而該地所採用的時區為UTC-7，即北美山地时区（MST）。同時該地設有夏令時間，為UTC-7調快一小時，即UTC-6（MDT）。